# Видинська єпархія
Видинська єпархія БПЦ (болг. Видинска епархия) — єпархія Болгарської православної церкви на території Видинській і Монтанської областей з кафедрою в місті Видин і архієрейськими намісництвами в Лом, Берковиця, Кула і Белоградчик.

## Історія
Після Хрещення князя Бориса в 865 і встановлення Болгарської архієпископії була заснована кафедра в Бдині. Коли 1018 Візантія завоювала Болгарію і був ліквідований Болгарський Патріархат, Бдінська єпархія увійшла до складу автокефальної Охридської архієпископії. У богослужінні та освіті посилився візантійський вплив, Бдин був перейменований на грецький манер Видин.
У XI—XII століттях територія єпархії піддавалася частим нападам варварських племен. Але незважаючи на це, в єпархії в ту епоху було засновано кілька монастирів, в тому числі: Лопушанський, Чипровський, Раковицький, Ізворський і Клисурський.
1396 Болгарія потрапляє під турецьке рабство, і наступають важкі часи для церкви і населення в цілому. Було зруйновано багато церков і монастирів, майже не будувалися нові храми і, як наслідок, збереглося мало будівель того періоду.
Тільки в період Відродження спостерігається новий розвиток Видина і Видинської єпархії. Видинський митрополит Анфим став першим болгарським екзархом в 1870. Пізніше, незабаром після Визволення, в 1879 він був обраний головою Установчих зборів в місті Велико-Тирново. На цих зборах болгарським монархом був обраний Александр І Баттенберг. Трохи пізніше, в 1885, відбулося Об'єднання Болгарії. Незабаром після цього починається Сербсько-болгарська війна, в якій Видин стає ареною драматичних подій. На щастя, ця війна не закінчується так сумно для країни, як облога Тирново у 1393. Військовий комендант міста Видин капітан Атанас Узунов (1860—1887) та інших Відінські князі порадили Анфиму I їхати в місто Калафат з метою забезпечення його безпеки, на що митрополит відповів: «Така поведінка не є гідною мене, труп пастиря повинен лягти там, де ляже його народ і армія».

## Єпископи
- Константин (1075)
- Касіян (липень 1381 — вересень 1392)
- Іоасаф Бдінський (1392—?)
- Стефан (1535)
- Неофіт (1561)
- Анфим (1584/1585 — 1590)
- Данило (? — березень 1606)
- Софроній (20 березня 1606—1620)
- Євтимій (червень 1620 —?)
- Гавриїл (1640)
- Софроній (7 травня 1640—1660)
- Філофей (березень 1660 —?)
- Лаврентій (липень 1668—1670)
- Даниїл (грудень 1670—1676)
- Тимофій (20 травня 1676—1685)
- Парфеній IV (березень 1685 —?)
- Арсеній (?)
- Симеон (1700/1701 — 1716)
- Никифор (1716—1729)
- Григорій (1729 —?)
- Калиник (1733—1754)
- Мелетій (5 грудня 1754—1763)
- Іосиф (травень 1763—1766)
- Анфим (березень 1766—1777)
- Єремія (грудень 1777—1790)
- Матвій (листопад 1790—1794)
- Григорій (листопад 1794—1801)
- Венедикт (червень 1801—1803)
- Каллиник (1803—1807)
- Діонісій (березень 1807—1814)
- Паісій (січень 1814—1826)
- Герман (серпень 1826 — травень 1831)
- Анфим (травень 1831—1840)
- Кирил (1840—1846)
- Венедикт (14 листопада 1846—1852)
- Паїсій (22 лютого 1852—1868)
- Анфим (Чаликов) (квітень — грудень 1868)

Болгарська православна церква
- Анфим (Чаликов) (грудень 1868 — 1 грудня 1888)
- Кирило (Стоїчков) (грудень 1888 — 21 травня 1914)
- Неофіт (Караабов) (26 жовтня 1914 — 26 лютого 1971)
- Філарет (Іґнатов) (23 травня 1971 — 4 червня 1987)
- Дометіан (Топузлієв) (26 липня 1987 — 18 вересня 2017)
- Даниїл (Николов) (4 лютого 2018 —30 червня 2024)